# Projecte per a Tristan Fou
Projecte per a Tristan Fou és una obra de Salvador Dalí creada cap al 1944, actualment propietat de la Fundació Gala-Salvador Dalí. Dalí necessita projectar les seves idees més enllà de les sales d'exposicions i dedica a l'escenografia bona part de la seva energia creativa. L'interval cronològic durant el qual el pintor s'interessa a fons pel ballet és relativament breu, però molt intens. De 1939 a 1944 s'estrenen cinc projectes teatrals. Un bon exemple és Tristan fou, un dels ballets per als quals Dalí crea escenografia, vestuari i també el llibret que s'inspira en Tristan i Isolda de Richard Wagner (1813‐1883). S'estrena a Nueva York el 15 de desembre de 1944. Segons el pintor es tracta del “primer ballet paranoic basat en el mite etern de l'amor fins a la mort”. Aquesta pintura evoca la influència del pintor simbolista Arnold Böcklin (1837‐1901) en el surrealisme en general i en Dalí en particular. En aquest cas, l'atmosfera densa, la part central de l'obra, els xiprers i el paisatge rocós, fan referència explícita a L'illa dels morts del pintor suís.